# Лопес, Пура
Пу́ра Ло́пес Сегарра (исп. Pura López Segarra; род. 29 сентября 1962 года, Эльче, Испания) — испанский дизайнер женской обуви, руководительница отдела дизайна частной компании, производящей продукцию под брендом Pura Lopez. Известна как дизайнер обуви для членов испанских королевских семей и испанского кино.

## Биография
Пура Лопес родилась 29 сентября 1962 года в городе Эльче (Аликанте), в семье обувного промышленника Антонио Лопеса Морено, который основал компанию как семейный бизнес в 1964 году, в период расцвета обувной индустрии в Испании.
Пура росла в окружении туфель и всего, что связано с их созданием. Это дало ей глубокие познания концепций и техники изготовления женской обуви. Позже, в интервью испанскому журналу «Сюрреалиста», Пура сообщила, что её с самого детства привлекало всё, что связано с искусством, но изначально она не намеревалась работать в мире обуви или моды.
В 1979 году Пура поступает в Школу прикладного искусства и творческих профессий Аликанте, на специальность «дизайн интерьера». В 1981 году онa поступает в Школу искусства и дизайна Барейра в Валенсии, где изучает модный дизайн. Летом 1984 года Пура Лопес едет в Нью-Йорк, где поступает в Технологический институт моды на специализированный курс дизайна одежды. Через год она приезжает в Милан, чтобы изучать дизайн и конструкцию обуви в школе Ars Sutoria.
Это становится периодом, когда Пура непосредственно контактирует с миром моды, частo посещает показы pret-a-porter с целью получения максимум знаний о тенденциях и веяниях.
В 1986 году Пура присоединяется к семейному бизнесу в отделе проектирования, разработки и производства двух коллекций: «Жозефина» и «Академия».
Вскоре после её прихода семья Лопес меняет стратегию и начинает новую линию женской обуви.
В 1987 году, на основе предыдущего опыта, начинает складываться концепция PURA LOPEZ, как коллекции, направленной на женщину широкой культуры, сведущую в моде, космополита, имеющей активную жизненную позицию и уверенной в себе. Это положило начало новому бренду, который, после семейного совета, решили назвать в честь создательницы. По состоянию на 2013 год все дела компании, где Пура возглавляет отдел дизайна, а её брат Антонио Лопес Сегарра является генеральным директором, ведёт второе поколение семьи Лопес.
Отличительным знаком для обуви линии Pura LOPEZ была выбрана цветовая гамма пастельных тонов, которые изменяются вместе со временем года. Пура уделяет большое внимание устойчивости обуви, даже если у неё высокая платформа или каблук. Своим девизом дизайнер считает фразу: «Ваша обувь должна призывать Вас ходить как можно больше».
Бренд PURA LOPEZ является основой семейного бизнеса Дальп Интернейшнл, основанного в 1956 году.

## Обувь
Пура разрабатывает по две коллекции, охватывающие различные концепции обувной моды, в год. В результате размер коллекции может достигать 200 моделей за сезон. Такой большой объём Пура объясняет тем, что готовит серии дизайнов для показов высокой моды, более классического стиля, затем для модниц, после — для консервативных женщин и так далее, но не все модели идут в продажу. По окончании разработки Пура отбирает показавшиеся ей самыми интересными модели и посылает их на фабрики.
Обувь Pura Lopez изготавливается на собственных фабриках в Испании из итальянской кожи с использованием старинных и современных технологий выделки кожи. Дизайнер использует много текстурной замши, среднего слоя телячьей кожи — так называемый «крост», применяет «винтажный эффект», то есть, искусственное старение кожи, которое придает изделию необычный вид.
С 2009 года Пура начинает расширять линию сумок и вводить её в свои коллекции.

## Признание
Завоевание подиума[неизвестный термин] стало большой победой для Пуры. Её модели начинают использовать для своих показов такие дизайнеры как Cibeles y Gaudí, Juanjo Oliva, Andrés Sardá, Javier Larraínzar и Guillermina Baeza.
Кроме того, она сотрудничает с такими фирмами как La Perla, Devota & Lomba, Joaquim Verdu, Roberto Verino, Roberto Torretta и участвует в неделе Высокой моды в Мадриде.
В 1998 году Пура Лопес представляла индустрию испанского обувного дизайна на Всемирной выставке Экспо в Лиссабоне, Португалия.
Пура работает совместно с «От кутюр», создавая обувь для торжественных событий членов королевских семей, таких как её Королевское Высочество кронпринцессы Мэри Датской и дочери короля Испании инфанты Кристины, которая часто одевает туфли Pura Lopez на торжественные мероприятия.
Важнейшим моментом карьеры, по мнению Пуры, стал день 22 мая 2004 года — свадьбы доньи Летисии Ортис Рокасолано с принцем Филиппом Астурийским, в который невеста облачилась в платье испанского дизайнера Мануэля Пертегаса и в туфли Пуры Лопес. Её примеру последовали и некоторые другие приглашенные: инфанта Кристина и её кузина Александра Греческая. Венчание транслировалось телевизионными каналами многих стран, и за ним наблюдали около 1,5 миллиарда человек во всем мире. После этого Пура стала востребована также как дизайнер свадебной обуви.
В 2009 г. Пура была удостоена Международной награды обувного дизайна Fuenso (Fuenso International Shoe Award).
30 марта 2012 г. Ассоциация предпринимателей, профессионалов и директоров провинции Аликанте признала Пуру лучшей женщиной-предпринимателем года.
По состоянию на 2013 год продукция Pura Lopez продаётся в более чем 1000 точках на международном уровне, это fashion-бутики, бутики-мономарки и универсальные магазины многих стран. Pura Lopez имеет собственные магазины на Площади Испании в Римском квартале моды, в Галери Лафайет Хаусманн в Париже, Франция и Галери Лафайет Касабланка, Марокко.
В феврале 2012 г. Pura Lopez открывает свой первый шоу-рум в центре Милана.

## Кино
Дизайны моделей Pura Lopez использовались в фильмах «Дурочка» Маноло Иборра Мартинеса по одноимённой пьесе Лопе де Веги, «Бессонница» Чуса Гутьерреса, «Кика» Педро Альмодовара, а также во французском фильме «Астерикс и Обеликс», «Манолете» с Эдриеном Броуди. Пура была специально приглашена для разработки дизайна туфель для Пенелопы Крус. Стили, выбранные для фильма являются прямым отражением женственного стиля в моде 40-х — когда платформы, закругленные носы и высокий подъём были очень популярны.
Обувь PURA LOPEZ носят такие знаменитости, как: Кайли Миноуг, Моника и Пенелопа Крус, Изабель Фурман, Мишель Лиа, Ким Кардашян и другие.

## Интересные факты
- Однажды Пура решила наградить себя созданием эксклюзивной модели туфель исключительно для себя. Но в итоге не выдержала и все равно добавила его в основную коллекцию[источник не указан 3466 дней].
- Испанская принцесса Летисия, названная в испанской прессе «принцессой моды»[31], носит обувь Пуры[32].